# Platéosaure
Plateosaurus
Genre
Espèces de rang inférieur
- † Plateosaurus engelhardti Meyer[1], 1837, espèce type
- † Plateosaurus gracilis von Huene[2]

Synonymes
- † Dimodosaurus Pidancet & Chopard, 1862
- † Pachysaurops von Huene, 1961
- † Pachysaurus von Huene, 1907–1908
- † Pachysauriscus Kuhn, 1959
- † Sellosaurus von Huene, 1907–1908

Plateosaurus (platéosaure en français) est un genre éteint de dinosaures sauropodomorphes herbivores basaux, de la famille des Plateosauridae, et ayant vécu au Trias supérieur dans ce qui est maintenant l'Europe. Il est apparu il y a environ 214 millions d'années.

## Étymologie
Plateosaurus signifie « lézard plat ».

## Description

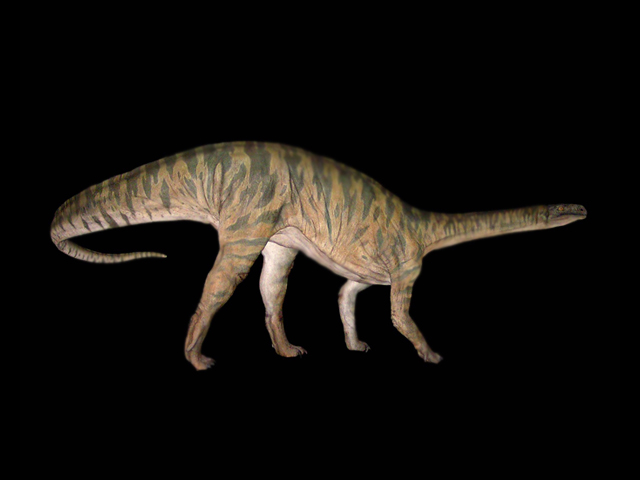
Plateosaurus (vue d'artiste).

Plateoraurus mesurait 8 mètres de long et pesait 4 tonnes. Il marchait à quatre pattes mais pouvait tout aussi bien courir sur deux pattes.
Comme les autres platéosauridés, le platéosaure était doté d'un grand cou, d'une petite tête et d'un corps allongé. Ses membres, forts et robustes, et sa queue, longue et lourde, étaient équipés de muscles puissants. Ses pattes postérieures étaient longues. Il broutait les feuillages des végétaux situés à trois ou quatre mètres du sol. Ses bras étaient courts, mais ses mains larges étaient capables de supporter une charge lourde.
Des squelettes de Plateosaurus sont trouvés en France, en Allemagne, et en Suisse dès le XIXe siècle. C'est le mieux connu des platéosauridés.
Les principaux restes découverts en France ont lieu en 1860 à Beure dans le Doubs, à Violot dans la Haute-Marne, mais aussi à Saint-Nicolas-de-Port en Meurthe-et-Moselle, et surtout dans le Jura (près de Poligny en 1862, Villette-les-Arbois, Domblans). La dernière fouille a lieu en 1990 à Lons-le-Saunier dans le Jura, après la découverte fortuite en 1982 de fragments par deux adolescents lors des travaux d'aménagement d'une route menant au camping municipal.

## Régime alimentaire
Le platéosaure est considéré comme un dinosaure herbivore, il se nourrissait essentiellement de plantes arbustives comme l'araucaria et le cycas, mais pas d'herbe (l'herbe actuelle avec ses graminées n'existait pas à l'époque). Toutefois, le pouce et le second doigt de son pied sont prolongés par de grandes griffes, ce qui a conduit certains chercheurs à supposer que Plateosaurus aurait pu manger de la viande occasionnellement. Avec ses dents particulières, il pouvait à la fois cueillir des végétaux et saisir de petites proies. Le platéosaure se servait peut-être de ses griffes pour arracher les racines, déchiqueter les carcasses des animaux morts et ouvrir des nids d'insectes, ou bien se défendre contre les attaques de grands prédateurs.

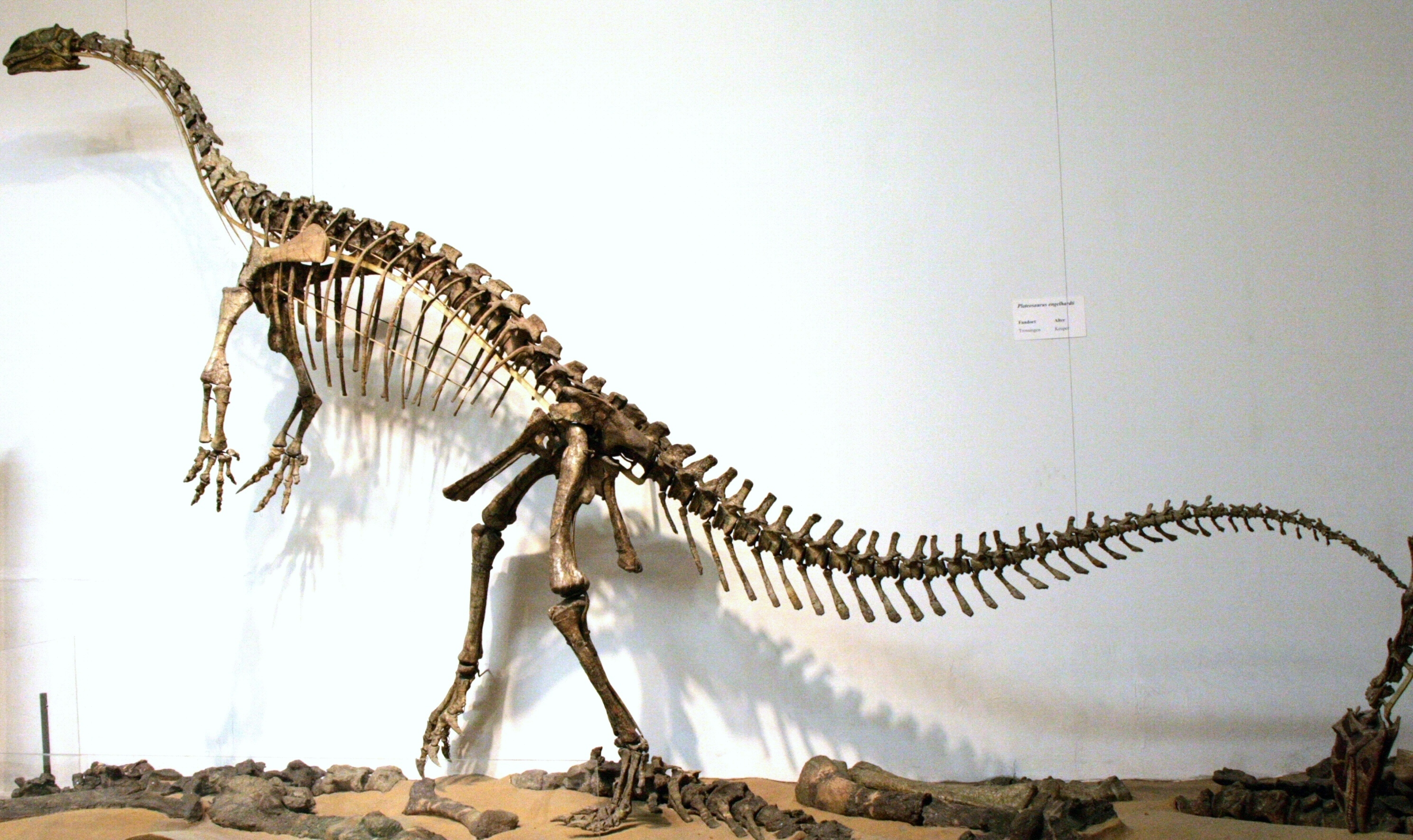
Squelette d'un Platéosaurus.

## Liste des espèces
De nombreuses espèces ont été créées, mais seules deux sont retenues par les paléontologues :
- † Plateosaurus engelhardti Meyer[1], 1837, espèce type ;
- † Plateosaurus gracilis von Huene[2], 1905.

## Littérature
Un platéosaure est le héros bien aimable et paisible de la célèbre bande dessinée de Franquin, Le Voyageur du Mésozoïque (1957). L'auteur le représente très bien et, en avance sur les représentations de son temps, comme portant de jolies taches de couleurs vives. Aux planches 3 et 4, l'auteur fait dire à Champignac que l'œuf de platéosaure qu'il a découvert en Antarctique date de « cinquante millions d'années » et de « cinq cent mille siècles », alors qu'il s'agit en réalité de deux cents millions d'années et de deux millions de siècles ; de même, il fait situer par le grand découvreur sa trouvaille de la « fin du Jurassique » (planche 9), alors qu'il s'agit de la fin du Trias.

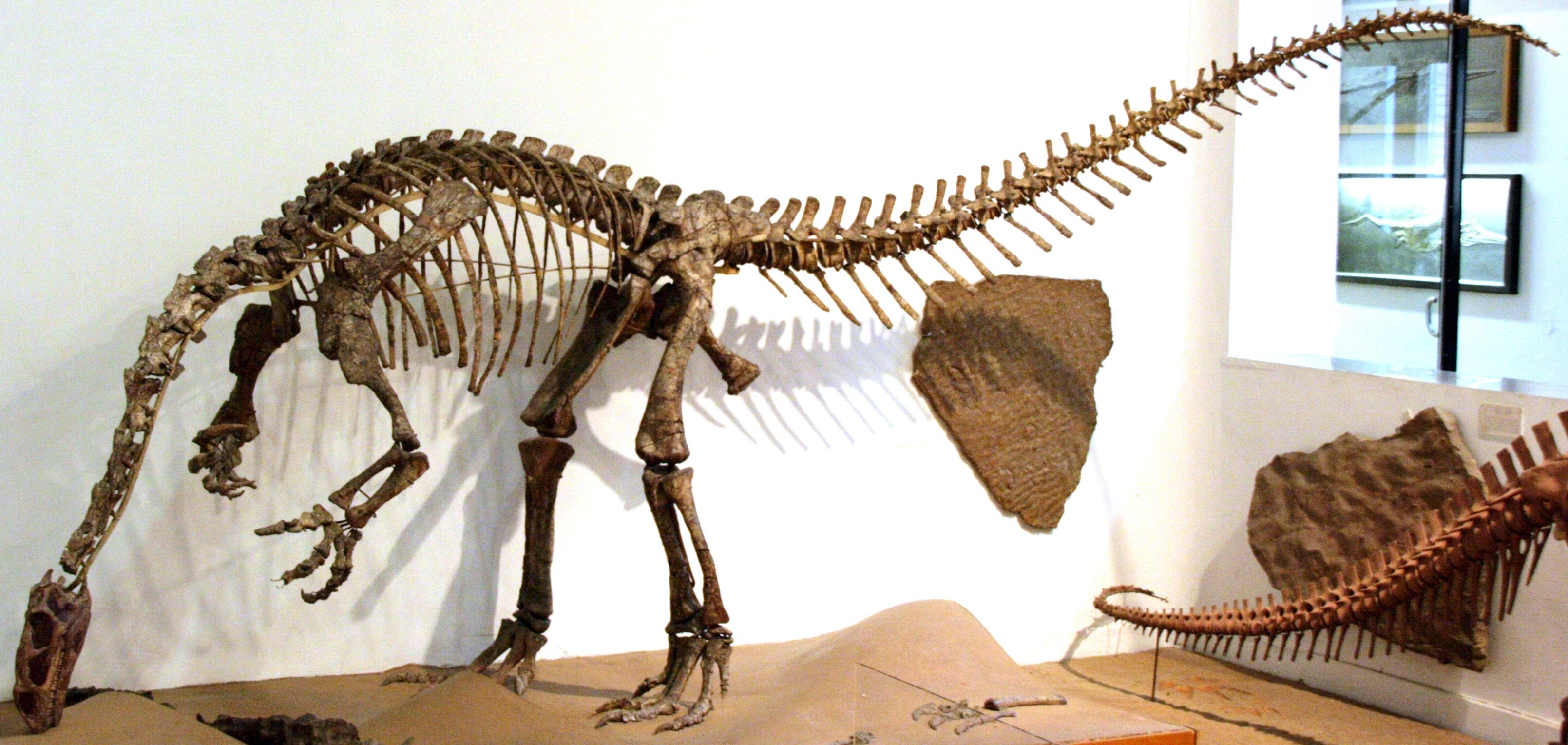
Un Plateosaurus engelhardti (spécimen de la collection paléontologique du MUT).

De même, Edgar P. Jacobs fait assister à son personnage Mortimer à une violente rixe entre un platéosaure et un tyrannosaure dans l'album Le Piège diabolique (1962), ce qui est une impossibilité anachronique puisqu'au moins 140 millions d'années se sont écoulés entre la disparition des platéosaures (au Trias supérieur) et l'apparition des tyrannosaures (au Crétacé supérieur). En outre, dans cet album, le platéosaure a une tête trop plate et les pattes avant atrophiées.

## Classification
Phylogénie très simplifiée des sauropodomorphes basaux d'après Adam Yates en 2007 :
| Plateosauridae | \| \| Unaysaurus \| \| \| \| \| \| Plateosaurus \| \| \| \| |
|                | \| \| Unaysaurus \| \| \| \| \| \| Plateosaurus \| \| \| \| |
|                | Massopoda (vers les sauropodes)                             |
|                |                                                             |
|                | Unaysaurus                                                  |
|                |                                                             |
|                | Plateosaurus                                                |
|                |                                                             |

|  | Unaysaurus   |
|  |              |
|  | Plateosaurus |
|  |              |